# Mocidade Unida da Mooca
Grêmio Recreativo Escola de Samba Mocidade Unida da Mooca é uma escola de samba da cidade de São Paulo.

## História
A Mocidade Unida da Mooca surgiu na década de 80, a partir do Bloco Solta Franga, que fazia desfiles, na época de carnaval e participava das festas durante o ano, pelo bairro da Mooca. A escola oficialmente fundada no dia 18 de março de 1987.
Em 2009 foi a vice-campeã do Grupo 3 da UESP, com 175,25 pontos, garantindo o direito de desfilar no Grupo 2 da UESP no ano seguinte, quando conquistou outro vice-campeonato sendo promovida ao Grupo 1.
Para 2013, a escola trouxe um enredo sobre o gás, com patrocínio da Consigaz, tendo em seu microfone principal, o consagrado Bruno Ribas, que dividiu o carro de som com Dom Marcos, Anderson de Deus, Vitor Divinal, Tadeu e Alê Amorim. Nesse ano, a Mocidade terminou na 11 colocação, sendo assim rebaixada.
Em 2014 exaltou Pixinguinha, um dos maiores compositores da música popular brasileira, sendo campeã. Em 2016 homenageou a diva Carmen Miranda com o enredo "Carmen Miranda, Made in Brazil" conquistando mais um título com mais de 1 ponto de diferença da segunda colocada na apuração das notas.
No Carnaval de 2017 a escola exaltou a história do Circo, com o enredo "Sob um céu de lona... Um chão de estrelas", em parceria com o Circo Spacial, a escola conquistou o 2º lugar no Grupo 1 da UESP. Em 2018, a escola conquistou o título do grupo de Acesso 2 com o enredo "A Santíssima Trindade de Oyó", conseguindo uma inédita vaga no grupo de Acesso do carnaval paulistano em 2019.
Em 2019, a Mocidade Unida da Mooca, mostrou que veio pra ficar, com o enredo "Manto Sagrado, a história que o tempo bordou", a escola fez seu primeiro desfile no grupo tão sonhado e conquistou o quinto lugar. Além da colocação, ganhou muitos olhares curiosos, admirados e felizes dos sambistas.
Em 2020, com o enredo "A Ópera negra de Abdias do Nascimento" alcançou o quarto lugar do grupo de Acesso, considerado até então o maior desfile da história da MuM. Repetiu o quarto lugar nos carnavais seguintes, quando apresentou os enredos "Aruanda - O Eterno Retorno" em 2022 e "O Santo Negro da Liberdade" em 2023.
Para o carnaval de 2024, a escola manteve apenas Caio Araújo como carnavalesco e contratou o intérprete Bico Doce para se juntar a Gui Cruz e Clayton Reis no carro de som. O enredo escolhido foi "Oyá Helena", que homenageou a professora e escritora Helena Theodoro baseado em seu livro mais popular "Iansã: rainha dos ventos e tempestades". Mesmo considerada uma das favoritas para o acesso, a Mocidade alcançou apenas a sexta posição, escapando do rebaixamento à terceira divisão por dois décimos. Após o desfile, a escola perde o carnavalesco Caio Araújo, que se transfere para a Mocidade Alegre, e o intérprete Clayton Reis, que vai para a Vila Maria.
No carnaval de 2025, a MUM contrata o carnavalesco Renan Ribeiro, egresso do Camisa Verde e Branco, e o intérprete Emerson Dias, dispensado pelo Salgueiro. Gui Cruz chegou a se desligar da agremiação, mas retornou ao carro de som da MUM a poucas semanas do desfile, dividindo o posto de intérprete oficial com Emerson. O enredo escolhido é uma homenagem ao líder indígena Ailton Krenak. Com 269.8 pontos, mesma pontuação da Tom Maior, a Mocidade Unida da Mooca conquista o vice-campeonato do Grupo de Acesso 1, sendo promovida ao Grupo Especial pela primeira vez na história.

## Segmentos

### Presidentes
| Nome                      | Mandato                     | Ref.        |
| ------------------------- | --------------------------- | ----------- |
| Roberto Falanga           | 1987 - 1996                 | [ 2 ]       |
| Osvaldo da Silva Leonetti | 1996 - 13 de agosto de 2003 | [ 2 ]       |
| Elza Dagmar dos Santos    | 13 de agosto de 2003 - 2005 |             |
| Roberto Falanga           | 2005 - 2008                 |             |
| Elza Dagmar dos Santos    | 2008 - 2009                 | [ 2 ]       |
| Roberto Falanga           | 2009 - 2012                 |             |
| Rafael Falanga            | 2012 - atualidade           | [ 2 ] [ 7 ] |

### Presidente de Honra
| Nome            | Mandato                         | Ref.  |
| --------------- | ------------------------------- | ----- |
| Roberto Falanga | 13 de agosto de 2003-atualidade | [ 2 ] |

### Intérpretes
| Carnavais | Intérprete oficial                    | Referências |
| --------- | ------------------------------------- | ----------- |
| 2008-2010 | Dom Marcos                            |             |
| 2011      | Vaguinho                              |             |
| 2012      | Darlan Alves                          |             |
| 2013      | Bruno Ribas                           |             |
| 2014-2015 | Dom Marcos                            |             |
| 2016      | André Luís                            |             |
| 2017      | Carlos Júnior                         |             |
| 2018      | Carlos Júnior e Guilherme Cruz        |             |
| 2019-2020 | Gui Cruz e Clayton Reis               |             |
| 2022      | Gui Cruz, Clayton Reis e Ito Melodia  |             |
| 2023      | Gui Cruz e Clayton Reis               |             |
| 2024      | Gui Cruz, Clayton Reis e Bico Doce    |             |
| 2025      | Emerson Dias e Gui Cruz               |             |
| 2026      | Emerson Dias, Gui Cruz e Ste Oliveira |             |

### Diretores
| Período   | Diretor de Carnaval                                                | Diretor geral de harmonia                                              | Mestre de bateria | Ref.        |
| --------- | ------------------------------------------------------------------ | ---------------------------------------------------------------------- | ----------------- | ----------- |
| 2004-2013 |                                                                    |                                                                        | Rafael Falanga    | [ 7 ]       |
| 2014-2015 | Fábio Flisch                                                       | Neto Reis                                                              | Caik Mano         | [ 8 ] [ 9 ] |
| 2016      | Ricardo Fervorini                                                  | Comissão de Harmonia                                                   | Caik Mano         | [ 10 ]      |
| 2017      | Ricardo Fervorini e Vitor Gabriel                                  | Sergio Monteiro                                                        | Caik Mano         |             |
| 2018      | Ricardo Fervorini, Vitor Gabriel e Ronny Potolski                  | Luiz Leite e Neto Reis                                                 | Caik Mano         |             |
| 2019      | Luciano Rosa, Neto Reis e Vanderley Silva                          | Luiz Leite, Neto Reis, Vanderlei Silva e Rodrigo Romano                | Caik Mano         |             |
| 2020      | Vitor Gabriel e Ronny Potolski                                     | Luiz Leite e Neto Reis                                                 | Caik Mano         |             |
| 2022      | Vitor Gabriel                                                      | Luiz Leite, Neto Reis, Daniel Sena e Dante Baptista                    | Dennys Silva      |             |
| 2023      | Vanderley Silva, Vitor Gabriel e Fabio Carromeu                    | Luiz Leite, Neto Reis, Daniel Sena, Murilo, Gleice, Domenika e Andréia | Dennys Silva      |             |
| 2024      | Vitor Gabriel, Fabio Carromeu e Mercadoria                         | Luiz Leite, Neto Reis, Rafinha, Murilo e Andréia                       | Dennys Silva      |             |
| 2025      | Raimundo Mercadoria, Vitor Gabriel, Diego Falanga e Fabio Carromeu | Neto Reis e Yves Alexeiv                                               | Dennys Silva      |             |

### Coreógrafos
| Período      | Nome              | Ref.               |
| ------------ | ----------------- | ------------------ |
| 2010-2012    | Maurício Garcia   |                    |
| 2014-2016    | Kelson Barros     | [ 8 ] [ 9 ] [ 10 ] |
| 2017         | Cia de Dança WR   |                    |
| 2018         | Fagner Soares     |                    |
| 2019 - 2024  | Nildo Jaffer      |                    |
| 2025 - atual | Sabrina Cassimiro |                    |

### Casal de Mestre-sala e Porta-bandeira
| Período      | Nome                                | Ref.   |
| ------------ | ----------------------------------- | ------ |
| 2011         | Everson Cantídio e Virgínia Ribeiro |        |
| 2012 - 2013  | Everson Cantídio e Angélica Paiva   |        |
| 2014         | Pedro Trindade e Angélica Paiva     | [ 8 ]  |
| 2015         | Marlon Lamar e Iasmin Ramello       | [ 9 ]  |
| 2016 - 2020  | Jefferson Gomes e Janny Moreno      | [ 11 ] |
| 2021 - 2022  | Jefferson Gomes e Monalisa Bueno    |        |
| 2023         | Patrick Vicente e Graci Araújo      |        |
| 2024 - atual | Jefferson Gomes e Karina Zamparolli |        |

### Corte de Bateria
| Período      | Rainha               | Madrinha        | Princesa          | Ref.   |
| ------------ | -------------------- | --------------- | ----------------- | ------ |
| 2012         | Paloma Navarro       |                 |                   |        |
| 2015         | Karoline Morais      |                 |                   | [ 9 ]  |
| 2016-2018    | Larissa Della Monica |                 | Anna Mel Asseiros | [ 10 ] |
| 2019         | Wendy Tavares        |                 |                   | [ 12 ] |
| 2020         | Karoline Morais      | Maísa Magalhães | Luana Araujo      |        |
| 2022         | Camila Silva         |                 |                   |        |
| 2023         | Aline Ertogrel       |                 |                   |        |
| 2024 - atual | Valeska Reis         |                 |                   |        |

## Carnavais
| Ano  | Colocação | Grupo | Enredo | Carnavalesco | Ref.         |
| ---- | --- | --- | --- | --- | ------------ |
| 1988 | 3º lugar | Seleção | No País da Marmelada | Comissão de Carnaval                                                                                                   | [ 13 ]       |
| 1989 | Vice-campeã | Seleção | Exaltação ao Velho Guerreiro | Comissão de Carnaval                                                                                                   | [ 13 ]       |
| 1990 | 4º lugar | 4-UESP | Homenagem a Zequinha de Abreu | Comissão de Carnaval                                                                                                   | [ 13 ]       |
| 1991 | Campeã | 4-UESP | A Arca de Noé | Comissão de Carnaval                                                                                                   | [ 13 ]       |
| 1992 | Vice-campeã | 3-UESP | Contos e lendas das maravilhas do Mar | Comissão de Carnaval                                                                                                   | [ 13 ]       |
| 1993 | 7º lugar | 2-UESP | Salam Aleikom (A Paz Esteja Convosco) | Comissão de Carnaval                                                                                                   | [ 13 ]       |
| 1994 | 5º lugar | 2-UESP | Eu te amo meu Brasil | Comissão de Carnaval                                                                                                   | [ 13 ]       |
| 1995 | 7º lugar | 2-UESP | São Paulo dos meus valores na visão de Adoniran Barbosa | Comissão de Carnaval                                                                                                   | [ 13 ]       |
| 1996 | 8º lugar | 2-UESP | Qual é o seu neste mundo do esoterismo? | Comissão de Carnaval                                                                                                   | [ 13 ]       |
| 1997 | 10º lugar | 2-UESP | Lindos sonhos de voar | Comissão de Carnaval                                                                                                   | [ 13 ]       |
| 1998 | 9º lugar | 2-UESP | Quem sabe faz a massa | Comissão de Carnaval                                                                                                   | [ 13 ]       |
| 1999 | Campeã | 3-UESP | Rei é Rei | Hermínia Paiva | [ 13 ]       |
| 2000 | 3º lugar | 2-UESP | As três faces da moeda | Comissão de Carnaval                                                                                                   |              |
| 2001 | 10º lugar | 2-UESP | Brasil - 3 Raças um só coração! | Giovanni Duprat | [ 13 ]       |
| 2002 | 6º lugar | 3-UESP | Coisas do Coração | Comissão de Carnaval                                                                                                   | [ 13 ]       |
| 2003 | 10º lugar | 3-UESP | A Magia do Sete | Comissão de Carnaval                                                                                                   | [ 13 ]       |
| 2004 | Vice-campeã | 4-UESP | Mooca Amore Mio - Ontem, Hoje e Sempre | Comissão de Carnaval                                                                                                   | [ 13 ]       |
| 2005 | 10º lugar | 3-UESP | Os delírios da noite Paulistana | Everson Fernandes | [ 13 ]       |
| 2006 | 3º lugar | 4-UESP | Respeitável público... Tem palhaço e tem pipoca no Grande Circo da Mooca | Everson Fernandes | [ 13 ]       |
| 2007 | Vice-campeã | 4-UESP | A Grande Obra de um Mestre Genial | Everson Fernandes | [ 13 ]       |
| 2008 | 6º lugar | 3-UESP | A culinária africana - influências, evolução e comercialização no Brasil | Fernando e Nilson | [ 13 ]       |
| 2009 | Vice-campeã | 3-UESP | Pintando e contando o numero sete revela os seus segredos | Marco Aranha e Marcyo de Olliveira                                                                                     | [ 13 ]       |
| 2010 | Vice-campeã | 2-UESP | Da roda ao caos, da poluição ao combustível do futuro! Pegue carona com a "Mooca" nesta festa de ilusão, voando baixo na pista da emoção                                                                                                 | Comissão de Carnaval                                                                                                   | [ 13 ]       |
| 2011 | 8° lugar | 1-UESP | Mamma mia, il Mooca ès la nostra terra | Delmo de Moraes | [ 13 ]       |
| 2012 | 7º lugar | 1-UESP | A Mooca é pura energia | Comissão de Carnaval                                                                                                   | [ 13 ]       |
| 2013 | 11º lugar | 1-UESP | Gás: A chama que faz sua vida melhor é a energia que mudará o caminho das novas gerações Intérpretes:Bruno Ribas, Dom Marcos, Anderson de Deus, Vitor Divinal, Tadeu, Alê Amorim                                                         | Comissão de Carnaval                                                                                                   | [ 3 ] [ 13 ] |
| 2014 | Campeã | 2-UESP | Carinhoso como o tema, imortal como o poema. Pixinguinha 40 anos de saudade! Compositor: Dom Marcos | Rodrigo Cadete | [ 4 ] [ 14 ] |
| 2015 | 12º lugar | 1-UESP | Brincar e sonhar no reino da imaginação a Mooca revive o passado e o presente do futuro da nação | Rodrigo Cadete | [ 9 ]        |
| 2016 | Campeã | 2-UESP | Carmen Miranda - Made in Brazil Compositor: Dom Marcos, Vitor Araujo, Rodrigo Minuetto | Fábio Giampietro e Geuves Correia                                                                                      | [ 15 ]       |
| 2017 | Vice-campeã | 1-UESP | Sob um céu de lona... Um chão de estrelas | Eduardo Caetano e Raphael Soares                                                                                       |              |
| 2018 | Campeã | Acesso 2 | A Santíssima Trindade de Oyó | André Rodrigues |              |
| 2019 | 5º lugar | Acesso 1 | Manto sagrado, a história que o tempo bordou Compositores: Dom Marcos, Gui Cruz, Vitor Gabriel, Imperial, Rodrigo Minuetto, Luciano Rosa, Portuga, Marçal e Rodolfo Minuetto.                                                            | Rodrigo Meiners | [ 16 ]       |
| 2020 | 4º lugar | Acesso 1 | A Ópera Negra de Abdias do Nascimento | André Rodrigues | [ 17 ]       |
| 2021 | Inicialmente adiados para o mês de julho, os desfiles do Carnaval 2021 foram cancelados devido a pandemia de Covid-19. | Inicialmente adiados para o mês de julho, os desfiles do Carnaval 2021 foram cancelados devido a pandemia de Covid-19. | Inicialmente adiados para o mês de julho, os desfiles do Carnaval 2021 foram cancelados devido a pandemia de Covid-19. | Inicialmente adiados para o mês de julho, os desfiles do Carnaval 2021 foram cancelados devido a pandemia de Covid-19. | [ 18 ]       |
| 2022 | 4º lugar | Acesso 1 | Aruanda – O Eterno Retorno Compositores: Gui Cruz, Claudio Russo, Diego Nicolau, Arlindinho, Vitor Gabriel, Portuga, Reinaldo Marques, Luciano Rosa, Marçal, Imperial, Rodolfo Minuetto, Rodrigo Minuetto e Willian Tadeu.               | André Rodrigues | [ 19 ]       |
| 2023 | 4° lugar | Acesso 1 | O Santo Negro da Liberdade Compositores: Gui Cruz, Turko, Portuga, Rafa do Cavaco, Vitor Gabriel, Fabio Souza, Imperial, Reinaldo Marques, Willian Tadeu, Luciano Rosa, Thiago de Souza, Maradona, Aloysio Letra, Marçal e Clayton Reis. | Willian Tadeu, Wallacy Vinicyos e Caio Araújo                                                                          | [ 20 ]       |
| 2024 | 6º lugar | Acesso 1 | Oyá Helena Compositores: Ala de Compositores | Caio Araújo | [ 21 ]       |
| 2025 | Vice-campeã | Acesso 1 | Krenak - O Presente Ancestral Compositores: Arlindinho, Lucas Donato, Aquiles da Vila, Fabiano Sorriso, Marcos Vinícius, Biel e Salgado                                                                                                  | Renan Ribeiro | [ 22 ]       |
| 2026 | | Grupo Especial | Gèlèdés - Agbara Obinrin | Renan Ribeiro |              |

## Títulos
| Títulos da MUM | Títulos da MUM    | Títulos da MUM | Títulos da MUM |
|                | Divisão           | Total          | Ano            |
| -------------- | ----------------- | -------------- | -------------- |
|                | Grupo de Acesso 1 | 1              | 2025           |
|                | Grupo de Acesso 2 | 1              | 2018           |
|                | Grupo 2-UESP      | 2              | 2014 e 2016    |
|                | Grupo 3-UESP      | 1              | 1999           |
|                | Grupo 4-UESP      | 1              | 1991           |